# GP Весов
GP Весов (лат. GP Librae) — одиночная переменная звезда в созвездии Весов на расстоянии приблизительно 1223 световых лет (около 375 парсеков) от Солнца. Видимая звёздная величина звезды — от +14,4m до +13,8m.

## Характеристики
GP Весов — красная пульсирующая медленная неправильная переменная звезда (LB:) спектрального класса M7.